# أورق فارسي
أورق فارسي أو قيق الأرض الفارسيّ أو قيق الأرض الإيراني أو قيق أرض بليسك هو طائر قيق ينتمي إلى جنس أورق ضمن فصيلة الغرابيات. لا يَقطن هذا النوع سوى منطقة واحدة في العالم هي صحارى إيران الشرقية الواقعة في أقصى شرق البلاد على مشارف الحدود، وتحديداً ضمن محافظتي خراسان وكرمان. أبرز العلامات التي تُميز قيق الأرض الفارسي هي البقع السوداء على أسفل عنقه، وهو يَبني أعشاشاً شبيهة بأعشاش العقعق لكنها أعمق بكثير وقمعيَّة الشكل، وهو يَضع بيوضاً صغيرة لا يَتجاوز طولها بضعة سنتيمترات لونها أبيض كريمي مع بقع بنية محمرَّة عليها.
يَختلف قيق الأرض الفارسي وقريبه قيق الأرض التركستاني عن أورقي المنغولي وشرق التركستاني الذين يَنتميان إلى الجنس نفسه، والفروقات الرئيسية بين هذين المجموعتين اللتين تصنفان جنباً إلى جنب في جنس بودوكس هي أن الأورقين الفارسي والتركستاني لا يَملكان تاجاً أسود كالآخرين، وأن أرجلهما باهتة اللون ولديهما بقعة سوداء على صدرهما، كما أن ذيلهما أقصر نسبياً.